# Kurt Schmitt-Mainz
Kurt Schmitt-Mainz (eigentlich Curt Schmitt; * 16. Mai 1924 in Bingen; † 12. Dezember 2007 in Hamburg) war ein deutscher Schauspieler und Autor.

## Leben und Wirken
Kurt Schmitt-Mainz wuchs im Deutschen Reich in der Provinz Sachsen auf und begann seine Karriere auf den Theaterbühnen von Meiningen, Dresden, Cottbus, Altenberg, Rostock und Erfurt. Gegen Ende der 1950er Jahre wechselte er in die Bundesrepublik, wo er zunächst auf Hamburger Bühnen auftrat. In der Folge wurde er durch seine Auftritte in Fernsehfilmen und -serien bekannt. Kurt Schmitt-Mainz wirkte auch als Buchautor.

## Filmografie (Auswahl)
- 1965: Gestatten, mein Name ist Cox (Fernsehserie, 1 Folge)
- 1966: Die Gentlemen bitten zur Kasse (Fernsehserie, 1 Folge)
- 1966: Intercontinental Express (Fernsehserie, 1 Folge)
- 1967: Dreizehn Briefe (Fernsehserie, 1 Folge)
- 1967: Ein Fall für Titus Bunge (Fernsehserie, 1 Folge)
- 1967: Sieben Wochen auf dem Eis (Fernsehfilm)
- 1967: Bürgerkrieg in Rußland (Fernseh-Fünfteiler)
- 1968: Anker auf und Leinen los! (Fernsehserie, 1 Folge)
- 1968: Der Fall Wera Sassulitsch (Fernsehfilm)
- 1968: Sir Roger Casement (Fernseh-Zweiteiler)
- 1968: Das Ferienschiff (Fernsehserie, 4 Folgen)
- 1969: Das Wunder von Lengede (Fernsehfilm)
- 1969: Kapitän Harmsen (Fernsehserie, 3 Folgen)
- 1969: Marinemeuterei 1917 (Fernsehfilm)
- 1969: Die Kuba-Krise 1962 (Fernsehfilm)
- 1969: Polizeifunk ruft (Fernsehserie, 1 Folge)
- 1969: Maximilian von Mexiko (Fernsehfilm)
- 1970: Miss Molly Mill (Fernsehserie, 1 Folge)
- 1970: Claus Graf Stauffenberg (Fernsehfilm)
- 1971: Annemarie Lesser (Fernsehfilm)
- 1972: Hoopers letzte Jagd (Fernsehserie, 1 Folge)

## Theater (Auswahl)
- 1958: Heiner Müller: Der Lohndrücker (Reporter) – Regie: Eugen Schaub / Horst Ludwig (Städtische Bühnen Erfurt)

## Werke (Auswahl)
- Das Konzert Gottes, 1993, ISBN 978-3-928028-41-7
- Der Garten Eden schwankt – Die dritte Kraft, 2001, ISBN 3-89811-901-7